# Le Tirailleur algérien
Pour les articles homonymes, voir Tirailleurs algériens.
Le Tirailleur algérien est un hebdomadaire satirique français publié à Alger, avec plusieurs interruptions et changements de direction, entre le 15 décembre 1889 et le 30 août 1903.

## Histoire

### Le secondTirailleur(1889-1895)
Un premier Tirailleur avait été publié à Alger sous le Second Empire, mais cette feuille avait assez vite disparu. Son titre est repris en 1889, quand un groupe de jeunes journalistes de la presse algéroise, mené par Lys du Pac (1859-1923), décident de fonder un journal de « critique narquoise ».
Ce second Tirailleur est lancé le 15 décembre 1889. Il rencontre un certain succès, surtout à partir du 142e numéro, daté du 4 septembre 1892, qui marque le début de la collaboration du caricaturiste Salomon Assus, qui redessine le titre du journal et fournit chaque semaine un grand dessin d'actualité. Le prix du numéro est alors doublé, passant de 5 à 10 centimes. Les finances du Tirailleur souffrent cependant d'une mauvaise gestion, et l'équipe du journal n'est bientôt plus en mesure de payer l'imprimeur Giralt, ce qui entraîne une première disparition de l'hebdomadaire après le no 175 du 30 avril 1893.
Le Tirailleur paraît à nouveau le 6 août 1893, après avoir été renfloué par l'ancien représentant de commerce Émile Schmerber (1855-1896). Selon le journaliste Ernest Mallebay, ce nouveau directeur tente bientôt de transformer le journal en une feuille de chantage et s'aliène la plupart de ses collaborateurs. Plusieurs d'entre eux rejoignent ensuite Le Turco, un hebdomadaire satirique lancé par Mallebay le 3 mars 1895 afin de concurrencer la feuille de Schmerber. Le plus célèbre de ces transfuges est le caricaturiste Assus, qui a définitivement quitté le Tirailleur en décembre 1894. Le Tirailleur ne survit pas longtemps à cette défection car il cesse de paraître en octobre 1895.

### Le troisièmeTirailleur(1899-1901)
Le 20 août 1899, un nouveau Tirailleur voit le jour à Alger sous la direction de Gabriel Lurs, nom de plume d'un certain J. Depieds. L'un de ses principaux dessinateurs est Émile-Hippolyte Ferrez. Les caricatures de ce dernier, signées « E. Hachef » puis « Jules Niorky », sont d'une qualité qui n'avait plus été atteinte depuis le départ d'Assus. Elles n'hésitent pas à s'attaquer aux personnalités antisémites alors majoritaires dans le paysage politique algérois, ce qui vaut au nouveau Tirailleur d'être désigné par ses détracteurs comme un « journal juif » ou un organe officieux « de la préfecture ».
Après le succès des « antijuifs » aux élections municipales de mai 1900, Lurs avoue son découragement dans l'éditorial du 20 mai. Il cède alors son journal, qui paraît dès la semaine suivante avec une nouvelle équipe et une ligne éditoriale plus complaisantes à l'égard de Max Régis et des autres hommes politiques « antijuifs ». Le titre dessiné par Ferrez, encore utilisé de manière provisoire le 27 mai, est remplacé le 12 août, lors du véritable lancement de la nouvelle version du journal, par un titre dessiné par Édouard Herzig, un artiste antisémite bien connu des lecteurs du supplément illustré de L'Antijuif algérien. Le journal disparaît finalement en janvier 1901.
Le 19 août 1903, un éphémère quatrième Tirailleur, illustré par un certain « Haro » et annonçant une ligne « radicale, socialiste et anticléricale », est lancé à Mustapha. Il ne semble pas avoir eu plus de deux numéros. Le titre est repris une nouvelle fois en 1906 par le magazine Alger-amusant.

## Rédacteurs et autres collaborateurs notables
- Salomon Assus[2]
- Bompard[2]
- Léon Caffin[2]
- Lys du Pac (d)[2]
- Émile-Hippolyte Ferrez (d) (E. Hachef, Jules Niorky)
- Legrand[2]
- Margerel[2]
- Georges Moussat (d)[2]
- Auguste Robinet (Rob, Jean de L'Agha, Musette)[2]
- Émile Violard (d)[2]